# The Vengeance of Fu Manchu
The Vengeance of Fu Manchu is een Britse misdaad/horrorfilm uit 1967, gebaseerd op het personage Fu Manchu. De film werd geregisseerd door Jeremy Summers. De hoofdrollen werden vertolkt door Christopher Lee, Douglas Wilmer en Tsai Chin.

## Verhaal
Vanuit zijn schuilplaats plant Fu Manchu zijn volgende stap om de wereld over te nemen. Hij wil de controle krijgen over de grootste criminelen ter wereld. Voor het zover is wil hij eerst afrekenen met zijn aartsvijand, Inspecteur Nayland Smith van Scotland Yard.

## Rolverdeling
| Acteur                 | Personage                  |
| ---------------------- | -------------------------- |
| Christopher Lee        | Dr. Fu Manchu              |
| Douglas Wilmer         | Nayland Smith              |
| Tsai Chin              | Lin Tang                   |
| Horst Frank            | Rudy / Ronald "Ronny" Moss |
| Wolfgang Kieling       | Dr. Lieberson              |
| Maria Rohm             | Ingrid Swenson             |
| Howard Marion-Crawford | Dr. Petrie                 |
| Peter Carsten          | Kurt Heller                |
| Suzanne Roquette       | Maria Lieberson            |
| Noel Trevarthen        | Mark Weston                |